# Mohammad Bagheri Motamed
Mohammad Bagheri Motamed, pers. محمد باقری معتمد  (ur. 24 stycznia 1986 w Teheranie) – irański zawodnik taekwondo, wicemistrz olimpijski, mistrz i wicemistrz świata.
Srebrny medalista igrzysk olimpijskich w Londynie w 2012 roku w kategorii do 68 kg. Mistrz Świata 2009 oraz srebrny medalista w 2011 roku w kategorii do 68 kg. 
Jest dwukrotnym mistrzem Azji (2008, 2010) oraz mistrzem igrzysk azjatyckich w 2010 roku.